# Locmiquélic
Locmiquélic (breton.: Lokmikaelig) ist eine französische Gemeinde mit 4094 Einwohnern (Stand: 1. Januar 2022) im Département Morbihan in der Region Bretagne. Sie gehört zum Arrondissement Lorient und zum Kanton Port-Louis. Die Einwohner werden Locmiquélicain(e)s genannt.

## Geographie

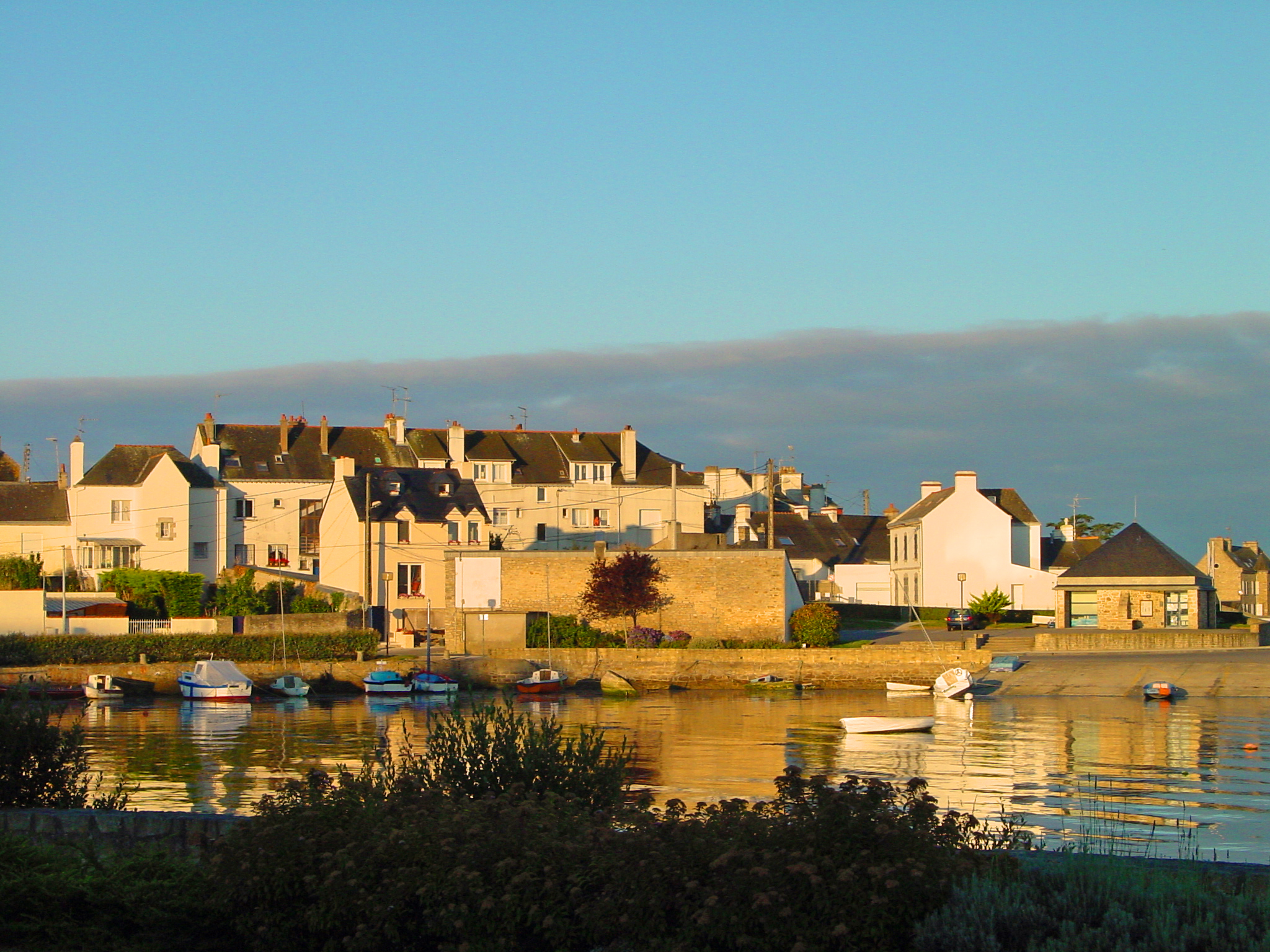
Blick auf Locmiquelic

Locmiquélic liegt an der Blavetmündung (der sog. Reede von Lorient) zum Atlantik. Umgeben wird Locmiquélic von den Nachbargemeinden Lanester im Norden auf der gegenüberliegenden Seite des Blavet, Kervignac im Nordosten, Merlevenez im Osten, Riantec im Osten und Süden, Port-Louis im Südwesten sowie Lorient im Nordwesten auf der gegenüberliegenden Seite der Blavetmündung.
Zwei Marinas bieten Yachten und Segelboote Ankerplatz: Sainte-Catherine und Pen Mané.

## Geschichte
Vormals Teil der Gemeinde Riantec ist Locmiquélic seit 1919 eigenständige Gemeinde.

### Bevölkerungsentwicklung
| 1962 | 1968 | 1975 | 1982 | 1990 | 1999 | 2006 | 2011 | 2019 |
| ---- | ---- | ---- | ---- | ---- | ---- | ---- | ---- | ---- |
| 4456 | 4542 | 4284 | 4002 | 4094 | 3945 | 4125 | 4186 | 4039 |

## Sehenswürdigkeiten
- Kirche Saint-Michel
- Alte Kapelle

## Wirtschaft
Im Ortsteil Pen Mané ist die Werft Chantiers Navals Bernard ansässig. Sie hat für die deutschen Seelotsen die Lotsenversetzboote der ORC-190-Klasse und der Kraken-Klasse entwickelt und produziert. Aber auch eine Reihe von Seenotrettungsbooten für die französische Seenotrettungsorganisation Société Nationale de Sauvetage en Mer wurden von ihr gebaut.

## Persönlichkeiten
- Jacques Chazot (1928–1993), Tänzer